# Route nationale 4 (Gabon)
 (août 2019).
Si vous disposez d'ouvrages ou d'articles de référence ou si vous connaissez des sites web de qualité traitant du thème abordé ici, merci de compléter l'article en donnant les références utiles à sa vérifiabilité et en les liant à la section « Notes et références ».
Pour les articles homonymes, voir Route nationale 4.
La route nationale 4 est un des axes majeurs du Gabon. Elle relie Viate dans le Moyen-Ogooué à la frontière congolaise au niveau d'Ekata.

## Tracé
Son tracé débute au niveau de Viate, à l'intersection avec la Nationale 2. Elle continue vers l'est dans l'Ogooué-Ivindo en passant par Koumameyong puis Ovan. La route est asphaltée jusqu'à Ovan. Le reste du tracé est en piste latéritique. Elle poursuit jusqu'à Makokou puis Mékambo. Le tracé se poursuit alors vers le sud-est pour rejoindre la frontière congolaise près d'Ekata.